# Rivière Brochant
Der Rivière Brochant ist ein 124 km langer Zufluss der Ungava Bay in der kanadischen Provinz Québec.

## Flusslauf
Der Rivière Brochant durchfließt die Tundralandschaft des Kanadischen Schilds im Osten der Ungava-Halbinsel. Er entspringt 100 km südwestlich von Kangirsuk auf einer Höhe von etwa 250 m. Der Riviére Brochant fließt anfangs 25 km in nordöstlicher Richtung zum Lac Peters. Der Rivière Sijjait mündet in das nördliche Seeufer. Der Rivière Brochant verlässt den See an dessen Ostufer und verläuft anschließend in ostnordöstlicher Richtung. Bei Flusskilometer 14 wendet sich der Rivière Brochant nach Norden. 3,5 km oberhalb der Mündung biegt er nach Osten ab und mündet schließlich in die Baie Brochant, eine kleine Seitenbucht an der Westküste der Ungava Bay, 6,5 km südlich der Payne Bay, der Mündungsbucht des Rivière Arnaud. Die Baie Brochant wird im Norden von der Insel Ivik Island eingerahmt. Der Rivière Brochant entwässert ein Areal von 1557 km². Im Norden grenzt das Einzugsgebiet des Rivière Brochant an das des Rivière De Thury, ein rechter Nebenfluss des Rivière Arnaud, sowie im Süden an das des Rivière Lefroy, ein weiterer Zufluss der Ungava Bay.